# Смоляниковка
Смоляниковка (укр. Смоляниківка) — село,
Анновско-Вировский сельский совет,
Белопольский район,
Сумская область,
Украина.
Код КОАТУУ — 5920680303. Население по переписи 2001 года составляло 11 человек.

## Географическое положение
Село Смоляниковка находится на расстоянии до 2-х км от сёл
Москаленки, Дудченки, Котенки и Анновка-Вировская.